# Palata Smekija
Palata Smekija (Smekija, Smecchia, u narodu Smeća) je palata peraškog bratstva (kazade) Smekja.
Nalazi se u priobalnom dijelu središta Perasta. Ova trospratna palata dominira gradskim središtem. Riječ je o najvećoj palati u Boki kotorskoj. Treći sprat palate je sužen i tip je proširene vidionice. Na drugom i trećem spratu su balkoni s balustradom. Palata je sagrađena 1764. godine. U vrijeme izgradnje palate porodica Smekja doživjela je vrhunac kada je član porodice Petar Smekja uspostavio veze između Mletaka i baltičkih zemalja.
Današnja namjena palat je stambena.

## Spoljašnje veze
- Veroljub Trifunović Veroljub Trifunović: Perast - gospodar luka: 47: Smekija

42° 29′ 13.34″ N 18° 41′ 50.46″ E / 42.4870389° С; 18.6973500° И Координате: Параметар: "type=" треба бити "type:"